# テネリフェ・トラム
テネリフェ・トラム(スペイン語: Tranvía de Tenerife, 英語: Tenerife Tram)は、スペイン・カナリア諸島州・テネリフェ島・サンタ・クルスを中心とするサンタ・クルス都市圏で運行されている路面電車。テネリフェ市議会が80%の株式を保有するメトロポリターノ・デ・テネリフェ株式会社によって運行されている。2007年6月に1号線が、2009年に2号線が運行を開始した。1号線と2号線はオスピタル・ウニベルシタリオ停留場（大学病院停留場）とエル・カルドナル停留場で接続している。カナリア諸島で運行されている唯一のトラムである。

## 歴史

### かつての路面電車
テネリフェ・トラムが運行を開始する前にもテネリフェ島には路面電車が存在した。この路面電車は技師で軍人のフリオ・セルベーラ・バビエラによって設計され、1901年4月7日に運行を開始してサンタ・クルスとラ・ラグーナを結び、1904年には路線がタコロンテまで延伸された。1927年には経営難を理由にテネリフェ市議会が運営会社の指揮を執った。この路面電車は問題や事故の連続、自動車やバスとの競争激化などの理由により、1951年に運行を休止した。

### テネリフェ・トラム
トラムとバスの競合についての政治的な議論が続いた後、結局トラムの建設に対して3億600万ユーロの予算が承認された。テネリフェ島第1の都市で州都でもあるサンタ・クルスと、テネリフェ島第2の都市で文化的な中心地であるラ・ラグーナを結び、2004年に建設が開始された。2005年12月には、車両製造者のアルストム社が試運転を行うのに十分な600mの線路がラ・クエスタのラ・ラグーナ大学病院近くに完成した。2006年8月には発注していた20編成の最後の編成が引き渡された。建設段階は1号線の運行開始日である2007年6月2日に公式に終了した。その週末から次の日曜日まではすべての乗客に無料で開放され、その後有料運行が導入された。

## 車両
車両はアルストム社のシタディス302型のみを使用している。この車両は超低床型車両であり、マドリード・メトロ、パルマ・メトロ、バルセロナ・メトロのトランバイクス線とトラムベソス線に使用されている。設計時の最高速度は70km/h、架線方式は750V直流である。5車体連結であり、末端部の運転車両2車体が客車・動力車3車体を挟んでいる。

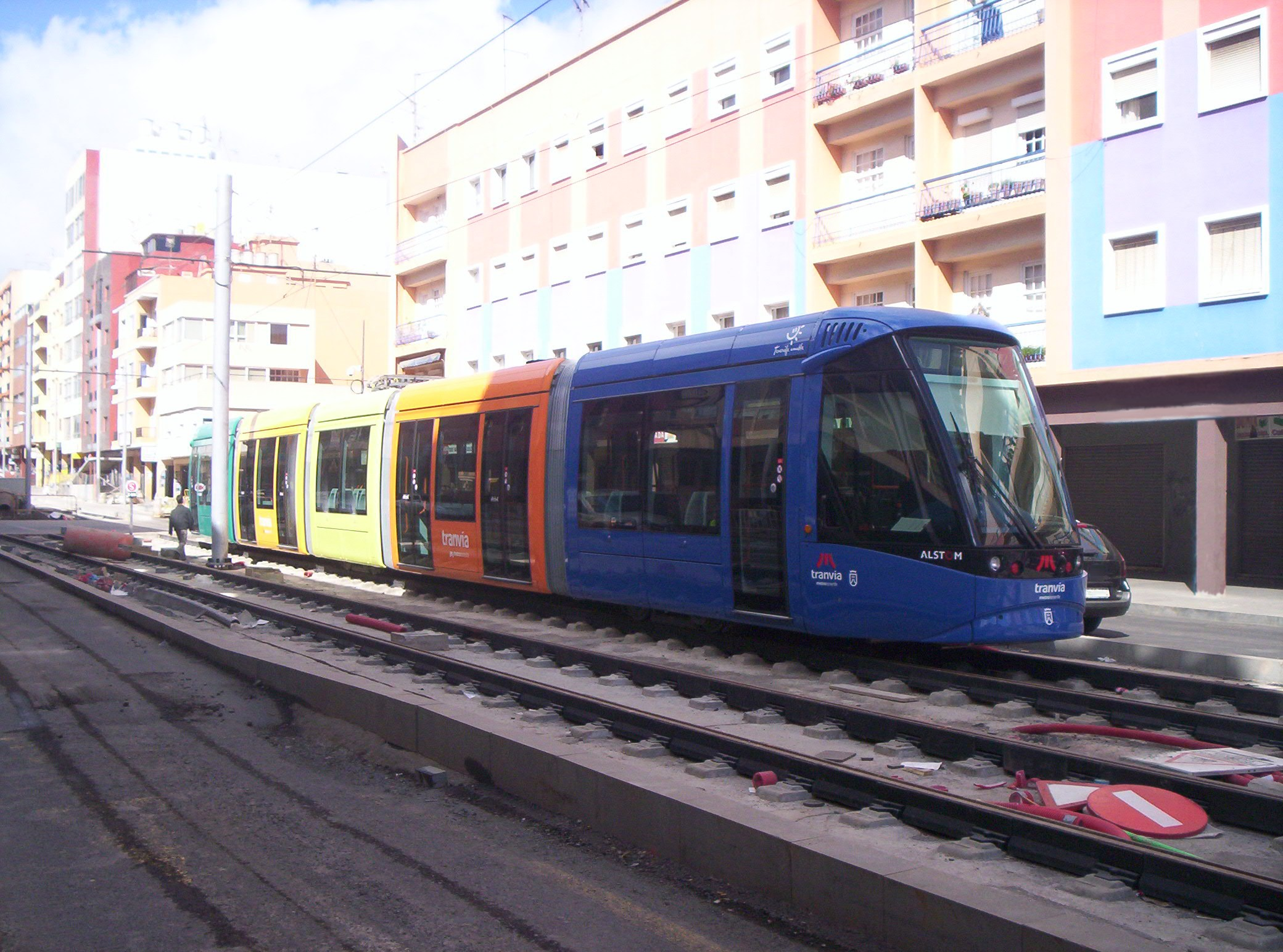
試運転中の車両（2007年）
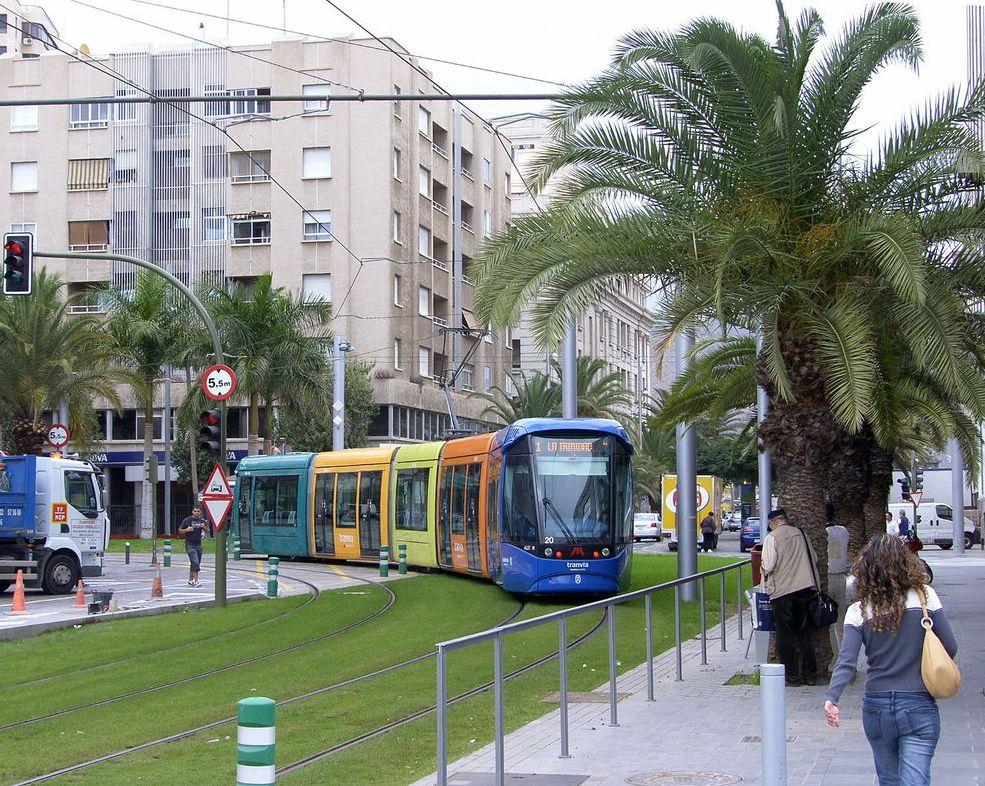
通りを走る車両
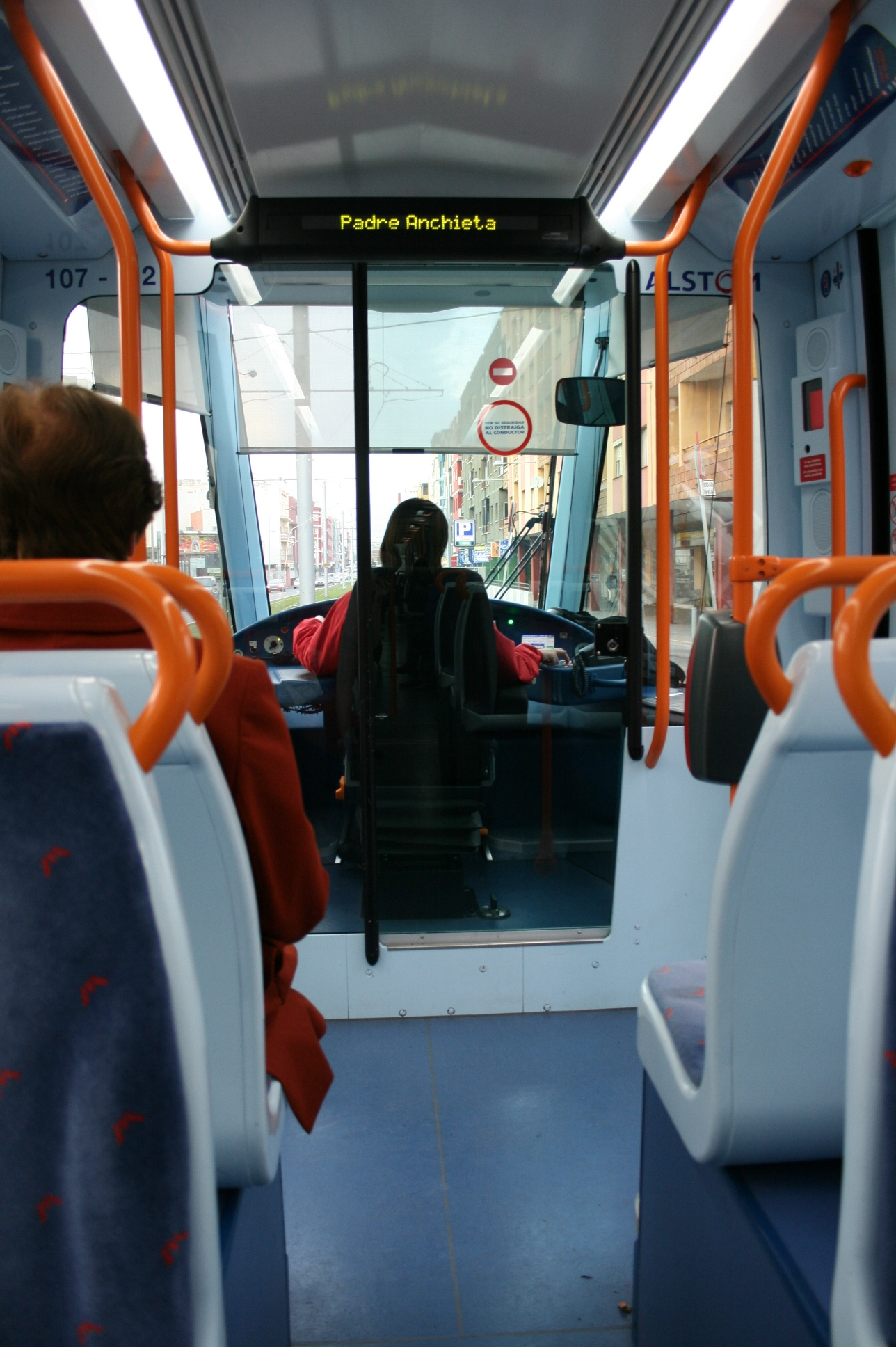
車両内部

## 路線

### 1号線
サンタ・クルスとラ・ラグーナの両市街地を結ぶ1号線は延長距離12.5kmに21停留場があり、サンタ・クルス都市圏で1日平均46,000人を輸送する。定員200人（60座席）の車両20編成が使用され、本来の最高速度は70km/hであるが、安全のために50km/hで運行されている。オスピタル・ウニベルシタリオ停留場（大学病院停留場）とエル・カルドナル停留場で2号線と乗り換えができる。2011年1月、パドレ・アンチエタ停留場はトリニダ通りからラ・ラグーナの交通ターミナルがある現在地に移転した。移転には900,000ユーロの費用がかかった。現在の終点であるトリニダ停留場からテネリフェ・ノルテ空港に向かう延伸計画がある。その際にはサン・アントニオ停留場、サン・ラサーロ停留場（パーク&ライド）、ロス・ロデオス＝TFN停留場、空港停留場の4停留場が新設される予定である。
| 停留場                               | 乗換 | 備考                           |
| ------------------------------------ | ---- | ------------------------------ |
| インテルカンビアドール停留場         |      | サンタ・クルス側のターミナル駅 |
| フンダション停留場                   |      |                                |
| テアトロ・ギメラー停留場             |      |                                |
| ウェイラー停留場                     |      |                                |
| ラ・パス停留場                       |      |                                |
| プエンテ・スリータ停留場             |      |                                |
| クルス・デル・セニョール停留場       |      |                                |
| コンセルバトリオ停留場               |      |                                |
| チミサイ停留場                       |      |                                |
| プリンシペス・デ・エスパーニャ停留場 |      |                                |
| オスピタル・ラ・カンデラリア停留場   |      |                                |
| タコ停留場                           |      | -                              |
| エル・カルドナル停留場               |      |                                |
| オスピタル・ウニベルシタリオ停留場   |      |                                |
| ラス・マンテカス停留場               |      |                                |
| カンプス・グアハーラ停留場           |      |                                |
| グラシア停留場                       |      |                                |
| ムセオ・デ・ラ・シエンシア停留場     |      |                                |
| クルス・デ・ピエドラ停留場           |      |                                |
| パードレ・アンチエータ停留場         |      |                                |
| トリニダ停留場                       |      | ラ・ラグーナ側のターミナル駅。 |

### 2号線
2009年5月30日にラ・クエスタ停留場とティンセル停留場を結ぶ2号線が開業した。オスピタル・ウニベルシタリオ停留場（大学病院停留場）とエル・カルドナル停留場で1号線と乗り換えができる。大きな人口を持つ南西部のラ・ガジェガ地区までの延伸が計画されている。
| 停留場                             | 乗換 | 備考 |
| ---------------------------------- | ---- | ---- |
| ラ・クエスタ停留場                 |      |      |
| インヘニエーロス停留場             |      |      |
| オスピタル・ウニベルシタリオ停留場 |      |      |
| エル・カルドナル停留場             |      |      |
| サン・ヘロニモ停留場               |      |      |
| ティンセル停留場                   |      |      |

### 3号線
サンタ・クルスの海岸に沿って走る3号線の建設が期待されている。

## 乗車料金

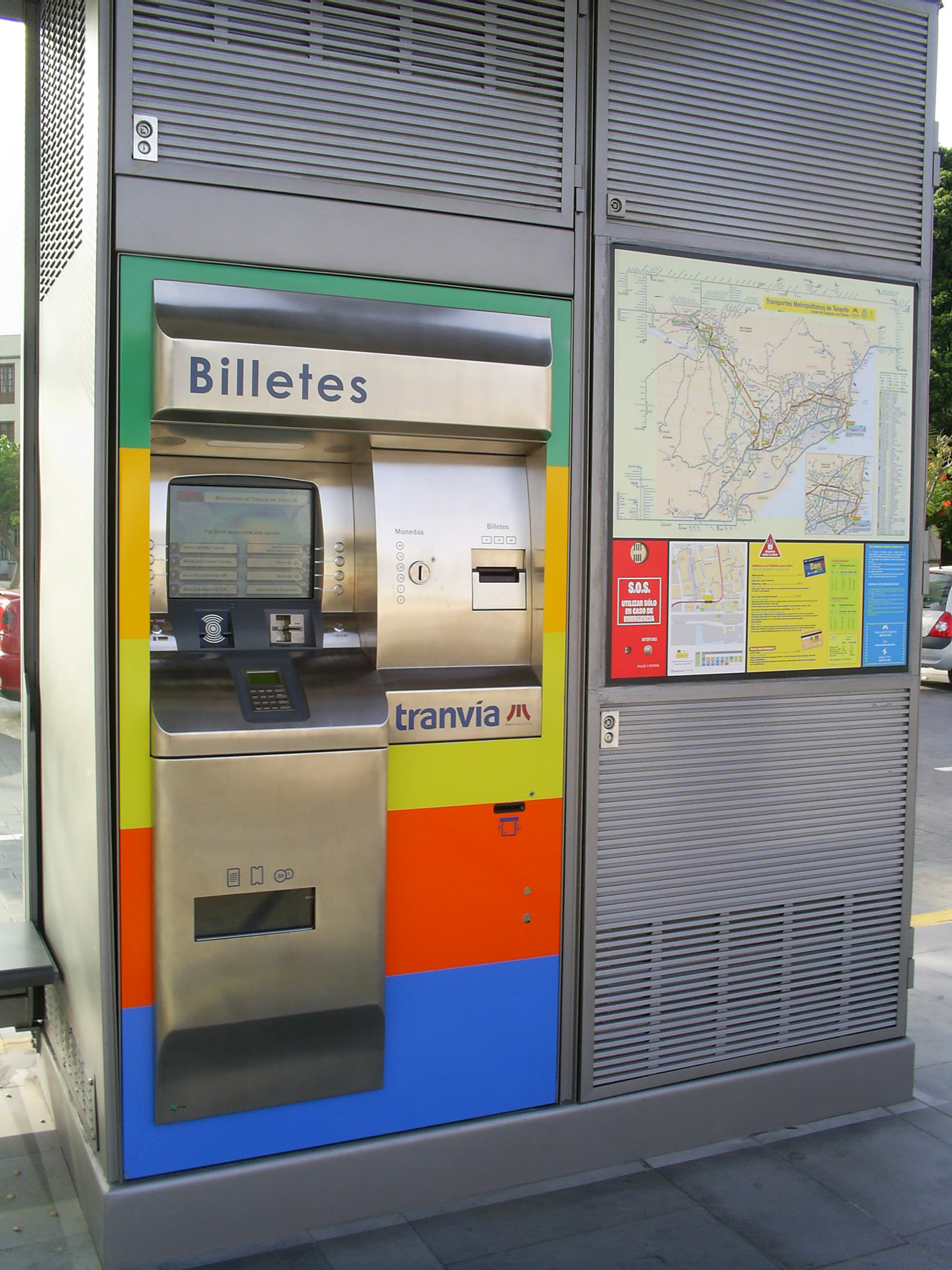
自動券売機

テネリフェ島議会、TITSA、テネリフェ都市圏の3者は、トラムとバスを完全に一貫した輸送システムと位置付けており、どちらの交通手段を選択しても乗車料金はまったく同じである。基本価格は片道1.35ユーロ、往復2.50ユーロだが、ボノビアと呼ばれる交通カード（プリペイドカード）を使用すれば1乗車あたりの料金が割安になる。ボノビアは15ユーロ分、30ユーロ分、学割15ユーロ分の3種類が販売されている。
| 切符（2012年8月1日時点）                   | 価格         | 1乗車あたり 料金 |
| ------------------------------------------ | ------------ | ---------------- |
| 片道                                       | 1.35 ユーロ  |                  |
| 往復                                       | 2.50 ユーロ  |                  |
| ボノビア15ユーロ                           | 15.00 ユーロ | 1.05 ユーロ      |
| ボノビア30ユーロ                           | 30.00 ユーロ | 1.05 ユーロ      |
| ボノビア学割                               | 15.00 ユーロ | 0.80 ユーロ      |
| 1か月定期 （都市圏内では乗車回数制限なし） | 48.00 ユーロ | -                |
| 2路線乗り継ぎ                              | 0.35 ユーロ  | -                |
| 低所得者・年金受給者・ 身体障害者割引      | 6.50 ユーロ  | 0.10 ユーロ      |
| 大家族/団体割引 （6人以上）                | 40.00 ユーロ | 0.80 ユーロ      |